# Rijksbeschermd gezicht Oostwold
Gezicht Oostwold is een van rijkswege beschermd dorpsgezicht in Oostwold (gemeente Oldambt) in de Nederlandse provincie Groningen. De procedure voor aanwijzing werd gestart op 20 april 1988 en werd voltooid op 17 december 1991. Het beschermde gezicht bedroeg toen 7,5 hectare. Op 19 januari 2006 werd een aanwijzingsprocedure gestart voor een uitbreiding van het gebied met nogmaals 35,5 hectare. De definitieve aanwijzing daarvan volgde op 17 februari 2011.
Panden die binnen een beschermd gezicht vallen krijgen niet automatisch de status van beschermd monument. Wel zal de gemeente het bestemmingsplan aanpassen om nieuwe ontwikkelingen in het gebied te reguleren. De gezichtsbescherming richt zich op de stedenbouwkundige en cultuurhistorische waardering van een gebied en wil het toekomstig functioneren daarvan veiligstellen.